# Dème de Dervenochória
Le dème de Dervenochória, en grec moderne : Δήμος Δερβενοχωρίων / Dímos Dervenochoríon, est un ancien dème du district régional de Béotie, en Grèce-Centrale. Depuis 2010, il est fusionné au sein du dème de Tanagra.
Selon le recensement de 2011, la population du dème compte 1 869 habitants.